# كاتفايك

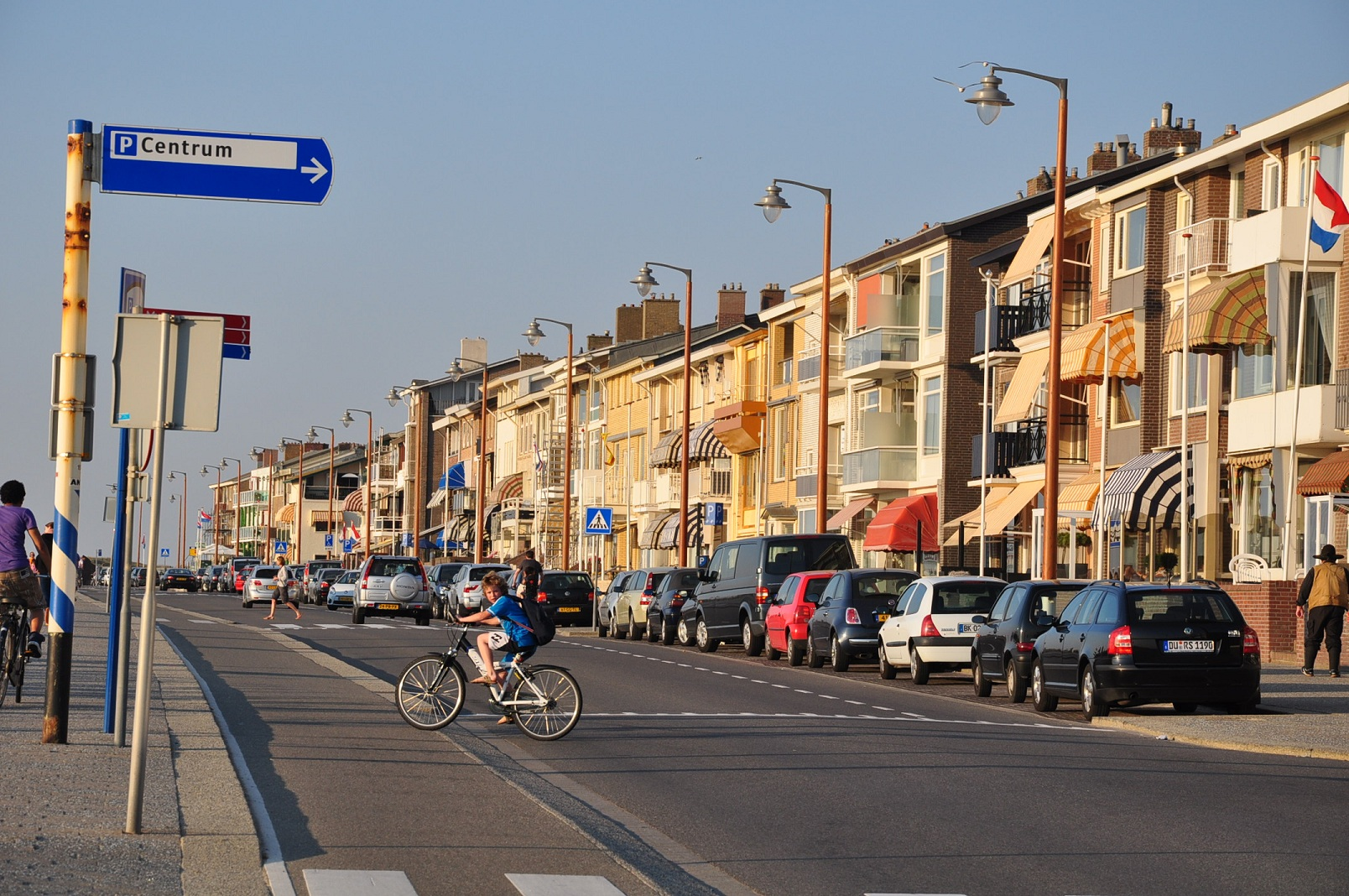
شارع ساحلي بكاتفايك

كاتفايك Katwijk  هي بلدية ساحلية وبلدة في مقاطعة جنوب هولندا، التي تقع في منتصف غرب هولندا.
من خلال هذه البلدة يتدفق نهر آوده راين ("الراين القديم")، والذي يصب في بحر الشمال.
وتقع كاتفايك على بحر الشمال، شمال غرب ليدن و16 على بعد كم من شمال لاهاي. وتشترك في الحدود مع بلديات نوردفايك، تايلنجن، أوخستخيست، ليدن، فاسينار.
بلدية يبلغ عدد سكانها 62787 وتغطي مساحة قدرها 31.13 كم2 (12.02 ميل مربع)، منها 6.59 كم2 (2.54 ميل مربع) ماء.
كاتفيك أكبر مدينة في منطقة ما يسمى داون آن بولينستريك Duin- en Bollenstreek.

## طوبوغرافيا
خريطة طوبوغرافية هولندية لبلدية كاتفايك، مارس 2014، (تقرأ بعد ثلاث نقرات على الخريطة).

## توأمة
لكاتفايك اتفاقيات توأمة مع كل من:
- زيغن
- أوخريد

## معرض الصور

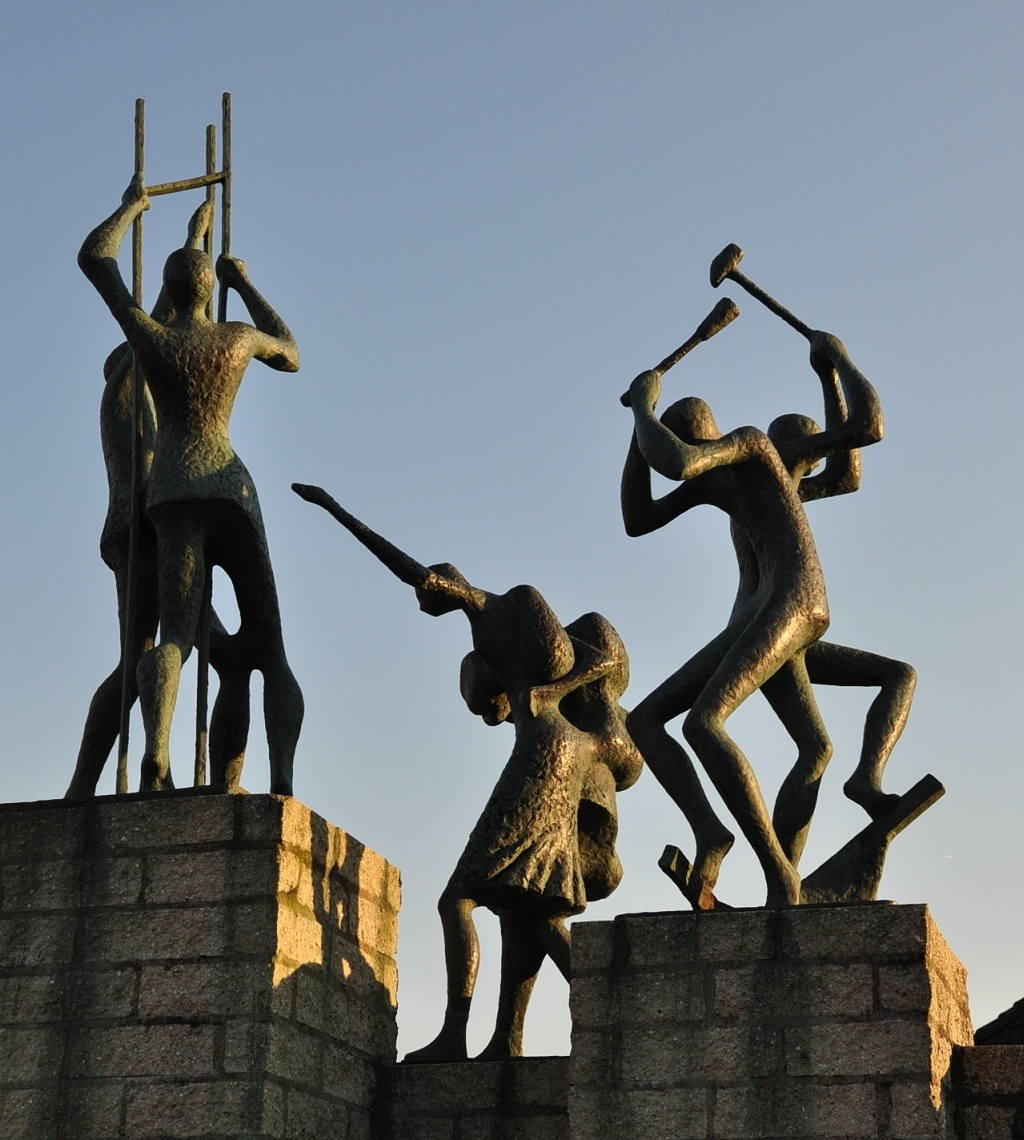
نصب تذكاري في ذكرى هدم جزئي وإخلاء كاتفيك خلال الحرب العالمية الثانية.
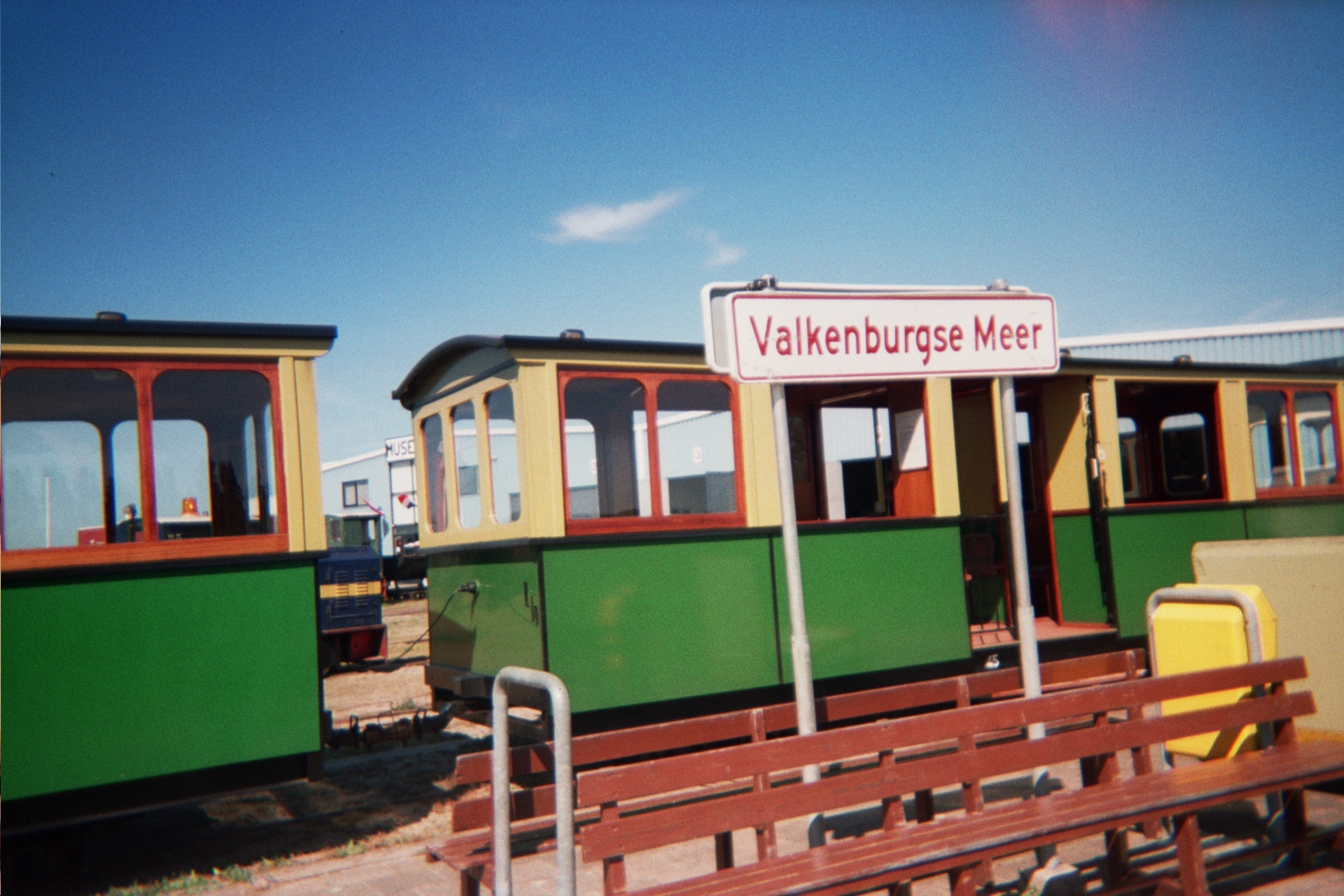
ترام بخار في محطة ترام Valkenburgse Meer، مع متحف مقياس ضيق في الخلفية
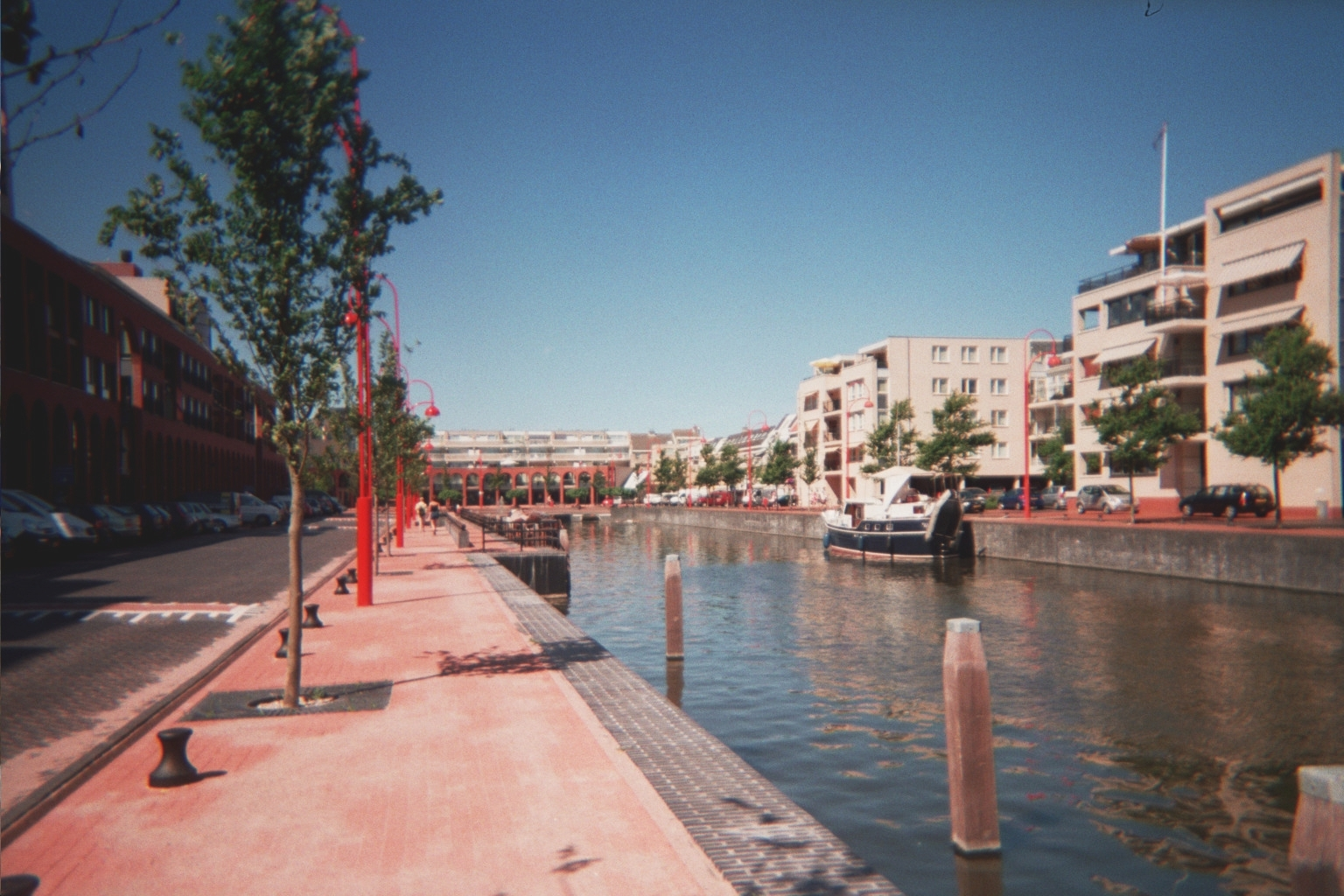
قناة الأمير هندريك
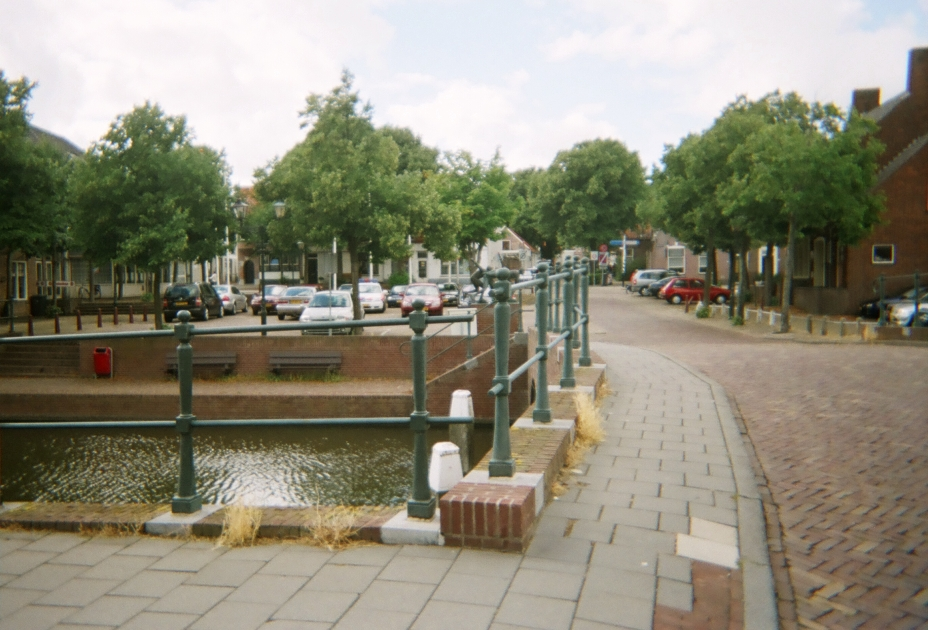
الراين القديم مع ميدان ترفماركت في الخلفية

## أعلام
- ديرك كويت
- خيرت آنديفيل
- جيفري تالان